# Culhwch i Olwen
Culhwch i Olwen (en gal·lès: Culhwch ac Olwen) és un conte de la literatura gal·lesa que sobreviu en dos únics manuscrits sobre un heroi relacionat amb el Rei Artús i els seus guerrers: una versió completa al Llibre vermell de Hergest, cap al 1400, i una de fragmentada al Llibre blanc de Rhydderch, cap al 1325. És el conte de prosa gal·lesa més llarg dels que han sobreviscut. Algunes evidències lingüístiques indiquen que va prendre la seva forma actual al segle xi, cosa que el convertiria, probablement, en el primer relat artúric i en un dels primers textos existents de prosa de Gal·les. El títol és una invenció posterior i no apareix als primers manuscrits.
Charlotte Guest va incloure aquest conte entre els que va recollir sota el títol de Mabinogion. A banda de la qualitat de la narració, conté diversos passatges notables: la descripció de Culhwch muntant el seu cavall és esmentada sovint per la seva força (un passatge reutilitzat a efectes similars en la paròdia del segle xvi Araith Wgon, així com en les adaptacions poètiques del segle xvii d'aquesta obra), la lluita contra el terrible senglar Twrch Trwyth té certament antecedents en la tradició celta, i la llista de les penyores del Rei Artús recitada per l'heroi és una floritura retòrica que conserva fragments de tradició gal·lesa que, altrament, s'haurien perdut.

## Sinopsi
El pare de Culhwch, el Rei Cilydd fill de Celyddon, perd la seva esposa Goleuddydd després d'un part difícil. Quan es torna a casar, el jove Culhwch rebutja l'intent de la seva madrastra d'emparellar-lo amb la seva nova germanastra. Ofesa, la nova reina li llança una maledicció perquè només es pugui casar amb la bella Olwen, filla del gegant Ysbaddaden Pencawr. Tot i que mai no l'ha vista, Culhwch se n'enamora, però el seu pare l'adverteix que mai no la trobarà sense l'ajuda del seu famós cosí, el Rei Artús. De seguida, el jove es posa a cercar el seu parent. El troba a la seva cort, a Celliwig (Cornualla); aquesta és una de les primeres instàncies en literatura o tradició oral en què s'assigna una ubicació específica a la cort d'Artús i, per tant, és una valuosa font de comparació amb la cort de Camelot o Caerleon tal com es presenta en llegendes artúriques gal·leses, angleses i continentals més tardanes.

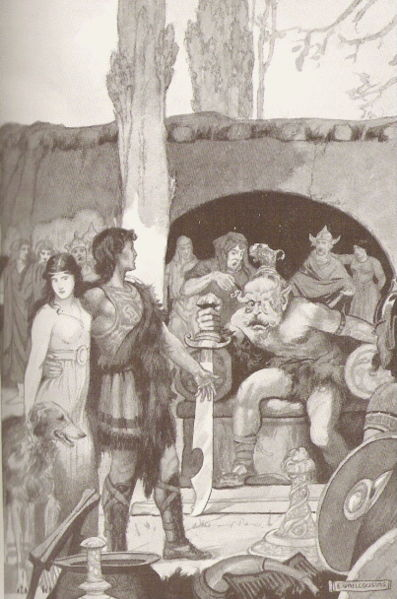
Culhwch a la cort d'Ysbaddaden. Il·lustració d'Ernest Wallcousins a "Celtic Myth & Legend", Charles Squire, 1920

Artús accepta d'ajudar-lo i envia sis dels seus millors guerrers (Cai, Bedwyr, Gwalchmei, Gwrhyr Gwalstawd Ieithoedd, Menw fill de Tairgwaedd i Cynddylig Gyfarwydd) a acompanyar Culhwch en la seva recerca d'Olwen. El grup troba alguns parents de Culhwch que coneixen Olwen i acorden organitzar una trobada. Olwen és receptiva a l'atracció de Culhwch, però no pot casar-s'hi tret que el seu pare accepti, i aquest, incapaç de sobreviure després de les noces de la seva filla, no consentirà fins que Culhwch completi una sèrie de prop de quaranta tasques aparentment impossibles. Afortunadament per a Culhwch (i per al lector), només es recull la consumació d'alguna d'aquestes tasques i el gegant és mort, deixant Olwen lliure per a casar-se amb el seu enamorat.
La història és d'una banda un conte folklòric en el qual un jove heroi es proposa de casar-se amb la filla d'un gegant, i molts dels motius que l'acompanyen ho demostren (l'estrany naixement, la gelosa madrastra, l'heroi que s'enamora d'una desconeguda només de sentir el seu nom, etc.). Tanmateix, durant la major part de la narració els personatges del títol ni es mencionen, la seva història serveix com a marc per a altres esdeveniments. Culhwch i Olwen és molt més que un simple conte.
De fet, la major part de l'obra està ocupada per dues llargues llistes i les aventures del Rei Artús i els seus homes. La primera d'elles s'esdevé quan Artús dona la benvinguda a la seva cort al seu jove parent i s'ofereix a donar-li tot allò que desitgi. Culhwch, per descomptat, demana que Artús l'ajudi a aconseguir Olwen, i invoca vora dos-cents dels grans homes, dones, gossos, cavalls i espases del regne d'Artús per tal de subratllar la seva petició. A la llista s'hi inclouen noms presos de la mitologia, la hagiografia i, de vegades, la història real irlandesa.
La segona llista inclou les tasques que Culhwch ha de completar abans que Ysbaddaden no li permeti de casar-se amb Olwen. Només se'n relaciona una part, però diverses de les explicades són de gran importància. Una versió de l'episodi més llarg, la caça del senglar Twrch Trwyth, apareix a la Historia Brittonum i també pot estar relacionada amb la caça del senglar a les històries irlandeses de Diarmuid Ua Duibhne. El rescat de Mabon ap Modron de la seva presó aquàtica té nombrosos paral·lelismes dins la mitologia celta, i la recerca del calderó de Diwrnach l'Irlandès podria estar relacionada amb els contes de Bran el Beneït de la segona branca del Mabinogion i amb el poema El Botí d'Annwn del Llibre de Taliesin, possiblement vinculant-lo amb la Recerca del Graal.

## Influència en l'obra de Tolkien
Els escriptors i estudiosos de J. R. R. Tolkien, Tom Shippey i David Day, han assenyalat les similituds entre La història de Beren i Lúthien, un dels cicles principals del legendarium de Tolkien, i Culhwch i Olwen. Segons Shippey, «la caça del gran llop recorda la persecució del senglar Twrch Trwyth en el Mabinogion gal·lès, mentre que el motiu de "la mà a la boca del llop" és una de les parts més famoses de l'Edda prosaica, explicada sobre Fenrir i el déu Týr; Huan recorda diversos gossos lleials de llegenda, Garm, Gelert, Cafall.»
Per la seva banda, Day diu que «en la tradició celta, quan aquests éssers radiants -aquestes "dones de blanc"- prenen com a amants herois mortals, sempre hi ha obstacles per a superar. Aquests obstacles tenen sovint la forma d'una recerca gairebé impossible. Això és clarament comparable a Tolkien en la llegenda gal·lesa de l'engany d'Olwyn. Olwyn era la dona més bella de la seva època; els seus ulls lluïen amb llum i la seva pell era blanca com la neu. El nom d'Olwyn significa "la del camí blanc", ja que cada passa seva feia néixer quatre trifolis blancs sobre el terra del bosc, i guanyar la seva mà requeria la reunió gairebé impossible dels "Tresors de Bretanya"»; «A Tolkien, tenim dues dames de blanc gairebé idèntiques: Lúthien a El Silmaríl·lion, i Arwen a El Senyor dels Anells».

## Adaptacions
- El pintor i poeta britànic David Jones (1895-1974) va escriure un poema anomenat "The Hunt" basat en el conte de Culwhch ac Olwen. Fragment d'un treball més gran, "The Hunt" té lloc durant la recerca del senglar Twrch Trwyth per Artús i les diverses bandes de guerrers de la Bretanya i França cèltiques.
- El 1988, Gwyn Thomas va publicar una recopilació de la història, Culhwch ac Olwen, que va ser il·lustrada per Margaret Jones. Culhwch ac Olwen va guanyar el premi Tir na n-Og Award per a no-ficció en gal·lès el 1989.[6]
- Una adaptació per a ombres xineses de Culhwch i Olwen va fer una gira per les escoles de Ceredigion durant el 2003. L'espectacle va ser creat per Jim Williams amb el suport de Theatr Felinfach.
- El conte de Culhwch i Olwen va ser adaptat per Derek Webb en gal·lès i anglès com a recreació dramàtica per a la reobertura del castell de Narberth a Pembrokeshire el 2005.
- Heather Dale va fer una versió de la història en cançó, anomenada "Culwych and Olwen".
- The Ballad of Sir Dinadan, el cinquè llibre de la sèrie The Squire's Tales de Gerold Morris, presenta una adaptació de la recerca de Culhwch.